# Eadric van Kent
Eadric van Kent (overleden tussen augustus 686 en 31 augustus 687) was van 685 tot aan zijn dood koning van Kent. Hij behoorde tot de Oiscignas-dynastie.

## Levensloop
Eadric was een zoon van koning Egbert I van Kent, de naam van zijn moeder is onbekend. 
Na de dood van zijn vader in 673 werd diens broer Hlothhere volgens kroniekschrijver Beda Venerabilis de nieuwe koning van Kent. Toch wordt eerder vermoed dat het na Egberts dood tot een eenjarig interbellum kwam, waarbij Wulfhere, een zwager van Egbert, de macht uitoefende. Na een militaire nederlaag tegen Northumbria verloor Wulfhere in 674 zijn invloed. In 675 werd Hlothhere in een oorkonde voor het eerst vernoemd als koning van Kent. Vanaf omstreeks 679 was Eadric mederegent van zijn oom.
Rond 684/685 zouden Eadric en Hlothhere in conflict gekomen zijn. Vervolgens trok hij naar Sussex, waar hij troepen tegen Hlothhere mobiliseerde, en op 6 februari 685 versloeg hij zijn oom in een veldslag. Hlothhere bezweek op het slagveld aan zijn verwondingen en daarna werd Eadric tot koning uitgeroepen. In juni 686 verkocht hij landerijen in de omgeving van Stodmarsh aan abt Hadrian van St Augustine's Abbey in Canterbury en kort daarna moest Eadric de strijd aangaan met koning Cædwalla van Wessex, die het volledige oosten en zuiden van Engeland wilde onderwerpen. Cædwalla kon zijn macht uitbreiden tot aan Sussex en ging een bondgenootschap aan met Sighere van Essex, met wie hij in 686 Kent veroverde. Vervolgens stuurde Cædwalla zijn broer Mul als stadhouder naar Kent.
Het lot van Eadric na de verovering van Kent door Cædwalla is onduidelijk. Volgens Beda Venerabilis sneuvelde Eadric in 686 in een veldslag, andere bronnen zeggen dan weer dat hij stierf op 31 augustus 687. Na enkele jaren buitenlandse heerschappij en verschillende usurpaties kon Eadrics broer Wihtred in 690 de macht grijpen en kwam Kent weer in handen van de Oiscignas-dynastie. Voor zover bekend bleef Eadric ongehuwd en kinderloos.